# Державний департамент США
Державний департамент США (англ. The United States Department of State) (Держдепартамент або Держдеп) — міністерство закордонних справ США, очолюване Державним секретарем (Держсекретар).
Державний департамент США було створено в 1789. Першим держсекретарем США став Томас Джефферсон. З 26 січня 2021 р. Держдепартамент очолює Марко Рубіо.
Конституція США, прийнята у Філадельфії, Пенсільванія в 1787 і ратифікована штатами наступного року, надала президентові США відповідальність за ведення міжнародних відносин держави. Проте скоро стало ясно, що потрібен виконавчий підрозділ для підтримки президента у веденні справ нового федерального уряду.
Палата представників США і Сенат США схвалили закон щодо заснування Департаменту закордонних справ 21 липня, 1789 року, і президент Джордж Вашингтон підписав закон 27 липня, зробивши Департамент закордонних справ першим федеральним агентством, яке було створене за новою Конституцією. У вересні 1789 р., додаткове законодавство змінило назву агентства на Державний департамент і доручило йому низку обов'язків з внутрішньої політики.
Державний департамент знаходиться у будинку імені Гаррі Трумена, на відстані кількох кварталів від Білого дому у Вашингтоні. Туманне Дно (англ. Foggy Bottom) — метонім, жартівлива назва Державного департаменту. Походить від назви болотистої колись місцевості, на якій розміщується ця установа.
Підрозділ Держдепартаменту США — Бюро з демократії, прав людини і праці публікує щорічну доповідь Підтримка США прав людини і демократії у світі.

## Обов'язки та відповідальність
Призначення Держдепартаменту включає:
- Захист та допомога американським громадянам, що живуть або подорожують за кордоном;
- Допомога американським бізнес-структурам на міжнародному ринку;
- Координація і забезпечення підтримки міжнародних дій інших американських агентств (місцевого, штатного або федерального рівня), офіційні візити за кордон і в США та інші дипломатичні справи.
- Забезпечення громадян інформацією про американську зовнішню політику і відносини з іншими країнами та забезпечення зворотного зв'язку від громади до посадових осіб адміністрації.
- Забезпечення автомобільною реєстрацією транспортних засобів для недипломатичного персоналу і транспортних засобів дипломатів зарубіжних країн, що мають дипломатичну недоторканність у Сполучених Штатах.

## Організація
Державний секретар США є головою Державного департаменту США і безпосередньо підпорядкується президенту США. Держсекретар США організовує діяльність і завідує департаментом і його персоналом.

Структура Державного департаменту США

## Work and Travel
Державний департамент США з 60-х років організовує роботу популярної у світі студентської програми Work and Travel (укр. працюй та подорожуй).